# Spath Crest
La Spath Crest ( cresta di Spath) è una sommità rocciosa che si innalza fino a 1.450 m e che delimita il margine nordoccidentale dei Du Toit Nunataks, una serie di picchi nei Monti Read, che fanno parte della Catena di Shackleton, nella Terra di Coats in Antartide. 
Nel 1967 fu effettuata una ricognizione aerofotografica da parte degli aerei della U.S. Navy. Un'ispezione al suolo fu condotta dalla British Antarctic Survey (BAS) nel periodo 1968-71.
Ricevette l'attuale denominazione nel 1971 dal Comitato britannico per i toponimi antartici (UK-APC), in onore del paleontologo e stratigrafo britannico Leonard Frank Spath (1882–1957), i cui studi sulle ammoniti resero possibile la correlazione delle rocce del Mesozoico. Spath fu inoltre paleontologo presso il Museo di Storia Naturale di Londra dal 1912 al 1957.